# Forn de totxo del Barranc de la Figuerassa
El Forn de totxo del Barranc de la Figuerassa és una obra de Tivissa (Ribera d'Ebre) inclosa a l'Inventari del Patrimoni Arquitectònic de Catalunya.

## Descripció
Es tracta d'un forn de totxo situat al terme municipal de Tivissa. L'estat de conservació és mitjà; el capell s'ha perdut, però es conserven part dels murs i la boca del forn, que està parcialment ubicat en el talús de terra. La boca del forn és d'arc de mig punt avançat.
La part interior, conserva la cambra de combustió, de planta quadrada. Està feta a partir de maons plans disposats en filades endreçades i arrebossats. La vegetació és abundant tant a l'interior de la cambra com als voltants del bé.